# По млечному пути
«По млечному пути» (серб. На млечном путу) — сербский драматический фильм, снятый Эмиром Кустурицей. Мировая премьера ленты состоялась 9 сентября 2016 года на Венецианском кинофестивале.

## Сюжет
Фильм рассказывает историю любви сельского чудака Косты и красавицы-итальянки, которая происходит в период боснийской войны.

## В ролях
- Эмир Кустурица — Коста
- Моника Беллуччи — невеста
- Слобода Мичалович — Милена
- Предраг Манойлович — Зага
- Витомир Джефич — Вито

## Награды и номинации
| Год  | Кинопремия / Кинофестиваль | Категория / Награда           | Результат |
| ---- | -------------------------- | ----------------------------- | --------- |
| 2016 | Венецианский кинофестиваль | «Золотой лев» за лучший фильм | Номинация |
| 2017 | Кинофорум «Золотой Витязь» | Гран-при «Золотой Витязь»     | Победа    |